# Relações entre Albânia e Brasil
As relações Albânia-Brasil referem-se às relações bilaterais da Albânia e do Brasil. A Albânia tem embaixada em Brasília e o Brasil tem embaixada em Tirana.

## História
Laços diplomáticos foram estabelecidos entre a Albânia e o Brasil em 1961, após o que foi assinado o Acordo de Comércio e Pagamentos.[carece de fontes?] Não aconteceu muita coisa depois de 2000, quando o então ministro das Relações Exteriores da Albânia, Paskal Milo, visitou Brasília.
Em 2013, o Brasil abriu sua missão diplomática residente em Tirana, enquanto a Albânia tinha uma embaixada em Brasília desde 2009.

## Cooperação
Existe uma Associação Cultural e também uma Câmara de Comércio e Indústria 'Brasil-Albânia'.
Em 20 de junho de 2012, o primeiro-ministro da Albânia, Sali Berisha, visitou o Brasil durante uma viagem oficial para participar da Cúpula Rio 20, enquanto antes disso o Ministro das Relações Exteriores da Albânia, Edmond Haxhinasto, visitou o Brasil. O chanceler foi recebido por Michel Temer, depois pelo vice-presidente do Brasil e senador Fernando Collor de Mello. Um acordo bilateral foi assinado por ambos os países em cooperação econômica futura e também um acordo de abolição de vistos. Desde 2011, os cidadãos de ambos os países podem viajar sem visto.
Em março de 2012, o Ministro da Agricultura, Pecuária e Abastecimento do Brasil, Mendes Ribeiro visitou Tirana e um acordo bilateral de cooperação agrícola foi assinado.

## Visitas de alto escalão
| Convidado                                          | Hospedeiro                                                      | Local de visita | Data da visita        |
| -------------------------------------------------- | --------------------------------------------------------------- | --------------- | --------------------- |
| Primeiro Ministro Sali Berisha                     | Conferência das Nações Unidas sobre Desenvolvimento Sustentável | Rio de Janeiro  | 20 de junho de 2012   |
| Ministro das Relações Exteriores Edmond Haxhinasto | Vice-presidente Michel Temer                                    | Rio de Janeiro  | 20 de junho de 2012   |
| Ministro das Relações Exteriores Ditmir Bushati    | Chanceler Mauro Vieira                                          | Rio de Janeiro  | 4 de novembro de 2013 |